# Believe (película)
Believe (titulada: House: El espanto ha regresado en Argentina, Creyentes en México y El misterio de Wickwirehouse en España) es una película canadiense de terror y familiar de 2000, dirigida por Robert Tinnell, que a su vez la escribió junto a Richard Goudreau y Roc Lafortune, musicalizada por Jerry De Villiers Jr., en la fotografía estuvo Pierre Jodoin y los protagonistas son Ricky Mabe, Mario Boni y Elisha Cuthbert, entre otros. El filme fue realizado por Lions Gate Films y Melenny Productions; se estrenó el 22 de marzo de 2000.

## Sinopsis
Luego de ser echado de varios colegios, a Ben lo mandan a vivir con su estricto abuelo, este habita en un pueblo chico, en ese lugar ninguna persona está interesada en él, salvo una chica, Katherine. Al poco tiempo de llegar, Ben ve el espíritu de una mujer en las afueras de la casa de su abuelo. Él y Katherine pretenden ayudar al fantasma, el cual tiene un vínculo con las familias de ellos. Mientras averiguan sobre el pasado, se dan cuenta de que, ocasionalmente, todo lo que debes hacer para ayudar es creer.